# Miroslav Faldýn
Miroslav Faldýn (* 18. března 1969) byl český a československý politik, po sametové revoluci poslanec Sněmovny lidu Federálního shromáždění za Občanskou demokratickou stranu.

## Biografie
Ve volbách roku 1992 byl za ODS, respektive za koalici ODS-KDS, zvolen do Sněmovny lidu (volební obvod Severomoravský kraj). Ve Federálním shromáždění setrval do zániku Československa v prosinci 1992.
V komunálních volbách roku 1998 kandidoval za ODS do zastupitelstva města Rožnov pod Radhoštěm, nebyl ale zvolen. Profesně je uváděn jako ředitel.